# Ulli Melkus

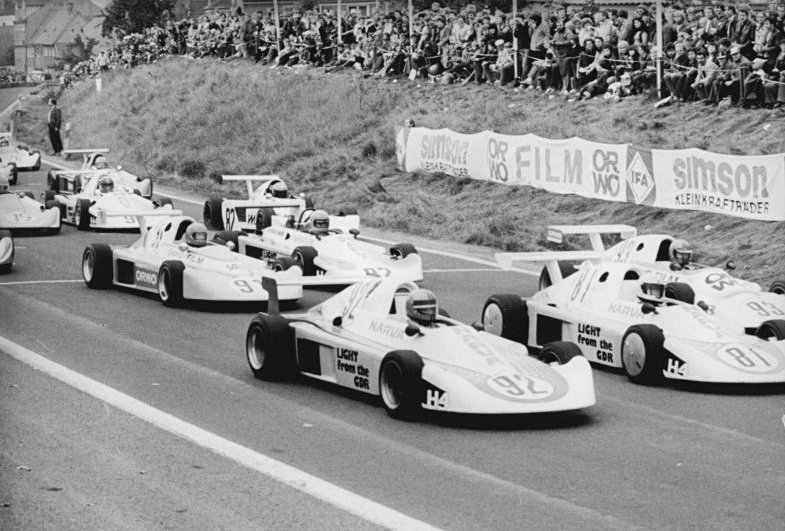
Ulli Melkus im Rennwagen beim 21. Frohburger Dreieckrennen (Nummer 81) (1981)

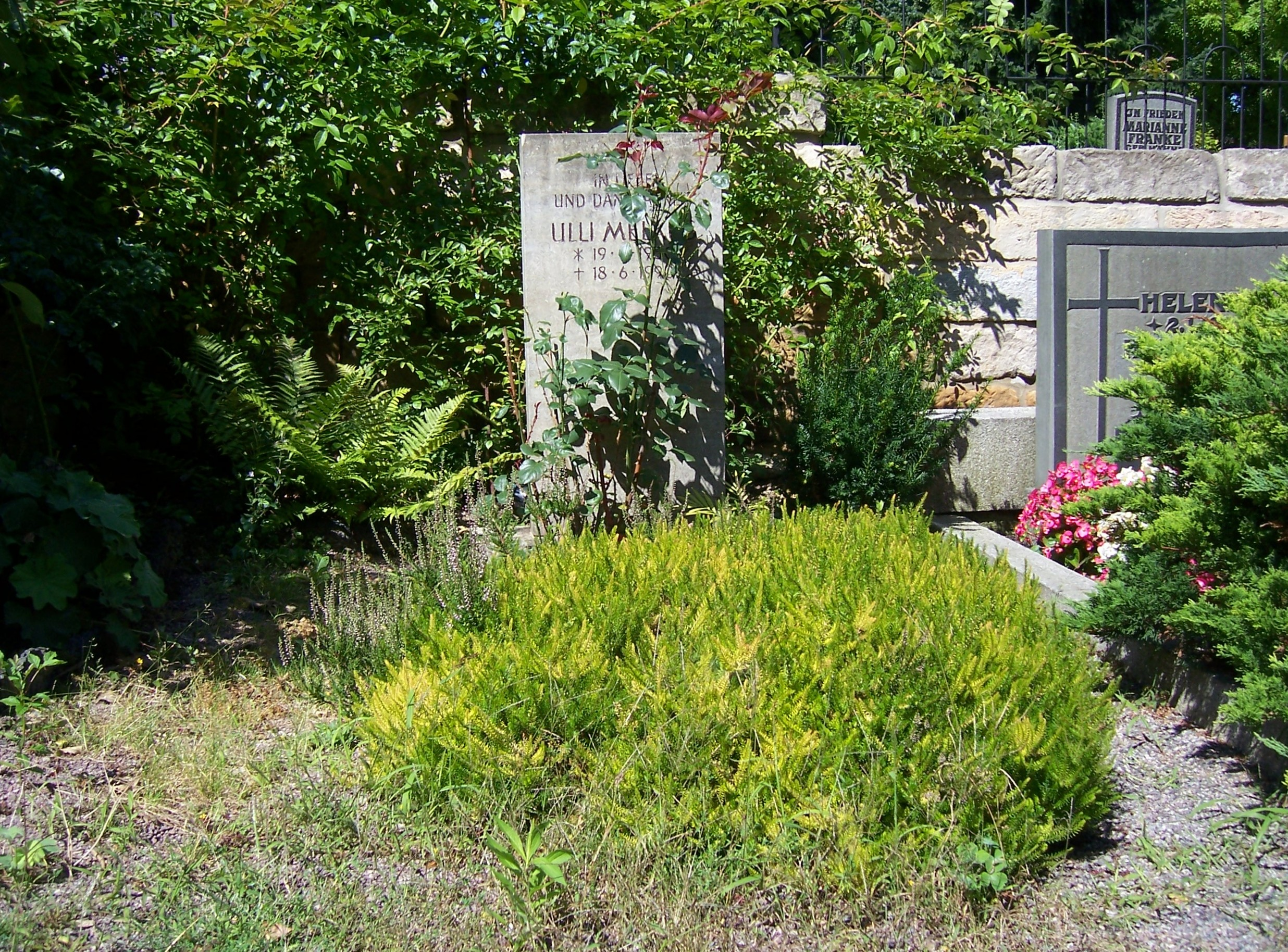
Grab von Ulli Melkus auf dem Friedhof Leubnitz-Neuostra

Ulrich „Ulli“ Melkus (* 19. April 1950 in Dresden; † 18. Juni 1990 bei Speyer) war einer der bekanntesten Automobilrennfahrer der DDR. 

## Leben
Melkus war Diplomingenieur für Maschinenbau und hatte zwei Kinder. 
Als Sohn von Heinz Melkus, einem Rennwagen-Konstrukteur und erfolgreichen Rennfahrer, wurde Ulli Melkus der Motorsport in die Wiege gelegt. Er trat als Fahrer und Konstrukteur, z. B. des Melkus PT 73 Spyder und des Formelwagens SRG MT 77, in die Fußstapfen seines Vaters und holte viele Siege. Seine Motorsportkarriere begann er als 15-Jähriger mit Motorrad-Geländerennen, ein Jahr später begann er mit Kart-Rennen und stieg dann mit 18 Jahren in den DDR-Formel-Rennwagen auf, wo er sofort sein erstes Rennen gewann. 1984 erhielt er den Titel „Meister des Sports“, die höchste sportliche Auszeichnung der DDR.
Er starb 1990 auf der Fahrt von München nach Heilbronn, als an seinem Auto ein Reifen platzte und sein Fahrzeug unter einen Lkw rutschte. Sein Grab befindet sich auf dem Friedhof Leubnitz-Neuostra in Dresden.
Sein Sohn Ronny Melkus war von 1985 bis 2009 im Motorsport aktiv.

## Statistik

### Sportliche Erfolge
Alle seine Titel errang Melkus in der Klasse „Rennwagen bis 1300 cm³“. Er startete für den Verein MC Post Dresden.
- 1976 DDR-Meister[1]
- 1978 Bester Fahrer und Gewinn der Mannschaftswertung in der Serie Pokal für Frieden und Freundschaft
- 1980 DDR-Meister[1]
- 1980 Bester Fahrer und zweiter Platz der Mannschaftswertung in der Serie Pokal für Frieden und Freundschaft
- 1981 Teilnehmer (Platz 29) beim Gewinn der Mannschaftswertung in der Serie Pokal für Frieden und Freundschaft
- 1982 Zweitbester Fahrer und zweiter Platz der Mannschaftswertung in der Serie Pokal für Frieden und Freundschaft
- 1983 DDR-Meister[1]
- 1983 Bester Fahrer und Gewinn der Mannschaftswertung in der Serie Pokal für Frieden und Freundschaft
- 1984 DDR-Meister[4]
- 1984 Bester Fahrer und Gewinn der Mannschaftswertung in der Serie Pokal für Frieden und Freundschaft
- 1985 DDR-Meister[5]
- 1985 Bester Fahrer und dritter Platz der Mannschaftswertung in der Serie Pokal für Frieden und Freundschaft
- 1986 DDR-Vizemeister[6]
- 1986 Teilnehmer (Platz 11) beim Gewinn der Mannschaftswertung in der Serie Pokal für Frieden und Freundschaft

Sein wohl letzter großer Erfolg war der Sieg beim Rennen auf dem Schleizer Dreieck 1987. In der Wertung zum Pokal für Frieden und Freundschaft reichte dies am Jahresende nur zu Platz fünf für Melkus und Platz drei für die DDR-Mannschaft.